# Lomaptera thoracica
Lomaptera thoracica är en skalbaggsart som beskrevs av Valck Lucassen 1961. Lomaptera thoracica ingår i släktet Lomaptera och familjen Cetoniidae. Inga underarter finns listade i Catalogue of Life.